# روری اوریلی
روری آوریلی (انگلیسی: Rory O'Reilly؛ زادهٔ ۲۵ ژوئن ۱۹۵۵) دوچرخه‌سوار اهل ایالات متحده آمریکا است. وی در بازی‌های المپیک تابستانی ۱۹۸۴ شرکت کرده است.